# دافيد دي جينارو
 دافيد دي جينارو  (Davide Di Gennaro) (ميلان، 16 يونيو 1988) لاعب كرة قدم إيطالي.
بدأ مسيرته الكروية مع إيه سي ميلان قطاع الناشئين، ثم لعب لـ نادي بولونيا على سبيل الإعارة ثم تم بيع نصف بطاقته لفريق نادي جنوى و أعير إلى نادي ريجينا و عاد إلى صفوف الميلان 2009 و هو يلعب معهم حتى الآن .

## روابط خارجية
- دافيد دي جينارو على موقع قاعدة بيانات كرة القدم.إي يو (الإنجليزية)
- دافيد دي جينارو على موقع Soccerway.com (الإنجليزية)
- دافيد دي جينارو على موقع كووورة
- دافيد دي جينارو على موقع AS.com (الإسبانية)